# Nokrek Peak
Nokrek Peak är en kulle i Indien.   Den ligger i delstaten Meghalaya, i den östra delen av landet, 1 300 km öster om huvudstaden New Delhi. Toppen på Nokrek Peak är 1 416 meter över havet.
Terrängen runt Nokrek Peak är huvudsakligen kuperad, men den allra närmaste omgivningen är bergig. Nokrek Peak är den högsta punkten i trakten. Runt Nokrek Peak är det ganska tätbefolkat, med 72 invånare per kvadratkilometer. Närmaste större samhälle är Tura, 13,3 km väster om Nokrek Peak. I omgivningarna runt Nokrek Peak växer i huvudsak städsegrön lövskog.